# Tratado de Lunéville

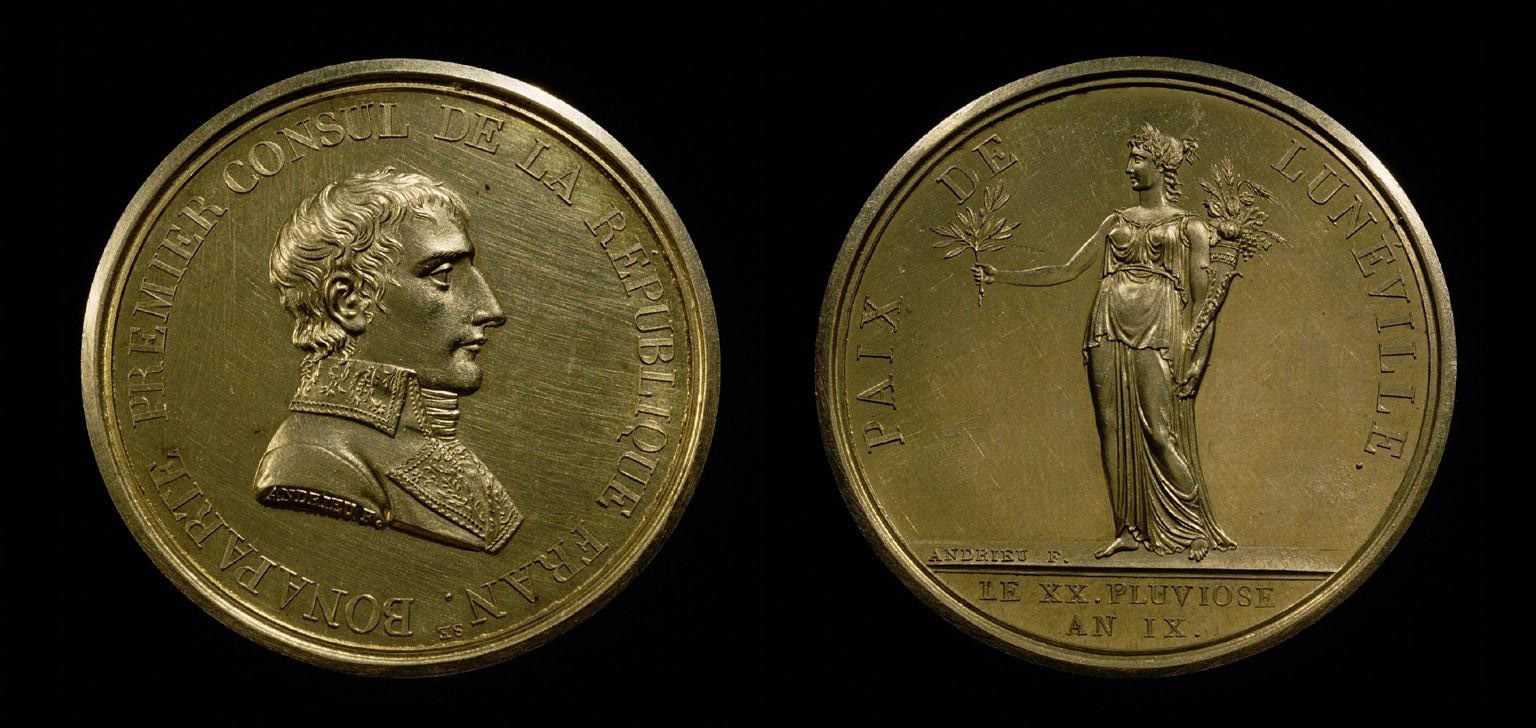
Medalla de 1801: Bonaparte, Primer cónsul, y paz de Lunéville

El Tratado de Lunéville se firmó el 9 de febrero de 1801 en Lunéville entre Francia y el Sacro Imperio Romano Germánico por José Bonaparte y Luis, Conde de Cobenzl, respectivamente.

## Contexto
El ejército austriaco había sido derrotado por Napoleón en la batalla de Marengo el 14 de junio de 1800, y por Moreau en la batalla de Hohenlinden el 3 de diciembre del mismo año. Forzados a pedir la paz, se firmó este como uno más de una serie de tratados.

## Acuerdos

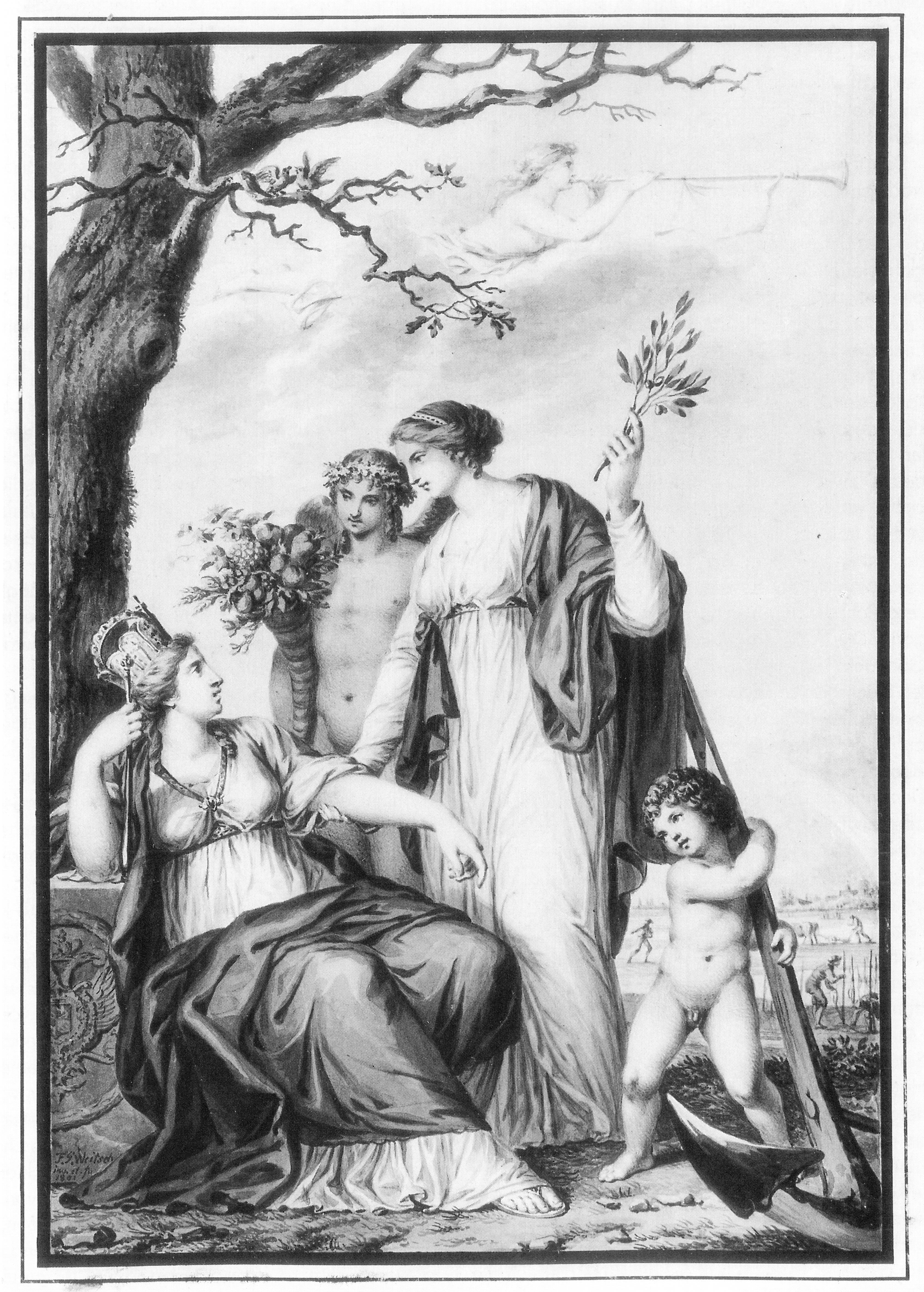
Obra alegórica al Tratado de Lunéville.

El tratado declaraba que de ahora en adelante y por siempre, habría paz, amistad y buen entendimiento. El tratado requería al mismo tiempo de Austria el reforzamiento de las condiciones del anterior Tratado de Campo Formio (27 de octubre de 1797). Ciertos territorios austriacos en Alemania pasaron a manos francesas, al tiempo que el Emperador renunciaba a sus reclamaciones sobre el Sacro Imperio. El control francés se extendió a la margen izquierda del Rin «en completa soberanía», mientras renunciaba a la posesión de los territorios al este del Rin. Se definieron las fronteras en disputa en Italia, reservando para Austria la antigua terraferma veneciana desde el río Adigio, la entrega del Gran Ducado de la Toscana al hijo del duque de Parma según lo previsto en el tratado de San Ildefonso, siendo compensado el Gran duque con posesiones alemanas (Gran Ducado de Wurzburgo); al duque de Módena también le fue prevista una compensación en Brisgovia y Ortenau (Ducado de Brisgovia y Ortenau) por la pérdida de su ducado. Los dos partícipes del tratado acordaron la independencia de las repúblicas Bátava, Cisalpina, Helvética y Ligur.

## Repercusiones
Este tratado, junto al tratado de Florencia entre Francia y Nápoles, el de Madrid entre Francia y Portugal, y el de París entre Francia y Rusia, marcó el fin de la Segunda Coalición y dejó al Reino Unido como única nación aún en guerra con Francia. En 1802 la firma de la paz de Amiens entre Francia y Reino Unido traería la paz a Europa.
Austria volvería a entrar en guerra con Francia durante la contienda contra la Tercera Coalición a partir de 1805.